# Bunchosia cestrifolia
Bunchosia cestrifolia är en tvåhjärtbladig växtart som beskrevs av José Cuatrecasas. Bunchosia cestrifolia ingår i släktet Bunchosia och familjen Malpighiaceae. Inga underarter finns listade i Catalogue of Life.